# 沖繩縣祖國復歸協議會
沖繩縣祖國復歸協議會，是沖繩縣推動祖國復歸運動（復歸日本）的中心團體，1960年4月28日成立，簡稱復歸協。

## 概要
復歸協由沖繩教職員會等17個團體組成，以推動復歸及有關復歸的宣傳活動為主要目的。1968年行政主席選舉，結果即時復歸派的屋良朝苗當選，1972年5月15日沖繩回歸日本。1977年5月15日復歸協解散。